# Инцидент с Козловым
Инцидент с Козловым (яп. コズロフ事件), также известный в Японии как Шпионский инцидент с Миянагой (яп. 宮永スパイ事件) — советско-японский шпионский скандал, связанный с вербовкой ГРУ генерал-майора Сухопутных сил самообороны Японии (JGSDF) Юкихисы Миянаги.

## Инцидент
Юкихиса Миянага — бывший генерал-майор Сухопутных сил самообороны Японии, чиновник Сил самообороны, служащий Военной академии Императорской армии, эксперт по СССР, замдиректора школы Сухопутных сил самообороны Кодайра. В декабре 1973 он вступил в контакт с Петром Рыбалкиным, военным офицером при советском посольстве, впервые предложив свои услуги в качестве шпиона. Местом следующей встречи стала станция Сибуя, на которой они встретились в марте 1974 года.
Вначале Миянагу просили лишь консультировать, потом у него попросили имеющуюся у Японии информацию по Вооружённым силам Китая в случае возможного советско-китайского столкновения, переданную им примерно во время своей отставки в мае. Поначалу его просили лишь комментировать доступную информацию, но с ростом взяток Миянаги Рыбалкин требовал с того всё больше и больше, пока наконец не затребовал с него секретную информацию, предоставить которую он согласился.
В ноябре 1976 года Миянага завербовал двух офицеров C-ISU, ответственных за хранение секретных документов, убедив их участвовать в передаче документов. В ноябре 1978 кураторство над операцией было поручено Марьясову, давшему Миянаге расписание вещания номерных радиостанций, таблицу произвольных чисел и указал на метод дешифровки радиопередач, а в августе курировать операцию стал военный атташе СССР Юрий Козлов, обучивший Миянагу некоторым приёмам шпионажа, в том числе дед-дропу, а для экстренных контактов — использование шифрованных сообщений на досках объявлений.
Позже Миянага был арестован Бюро общественной безопасности токийской полиции, заподозрившей неладное при слежке за посещающими посольство японцами, а поскольку расследование параллельно вёл корпус расследований Сухопутных сил самообороны, оно стало совместным. В январе 1980 следствие установило факт обмена информацией между Козловым и Миянагой в районе Суругадай у Воскресенского собора. Когда Миянагу арестовали вместе с 2 сообщниками, у него дома было обнаружено множество шпионского оборудования. Козлова взять не удалось в силу дипломатического иммунитета и вернулся в СССР, не ответив на предложение добровольно явиться на допрос.
В оправдание Миянага утверждал, что в мире разведки существует принцип «сообщи и узнай», поэтому он, раскрывая государственные секреты, в обмен получал советскую информацию по КНР и КНДР. Тогдашний начальник Генерального штаба Сухопутных сил самообороны Японии Нагано Сигэто заявил, что такому мнению способствовала недовыучка. Проблема также была и в получении денег от советских, можно выкупать чужие секреты за деньги, не выдавая свои.

## Приговор
Миянаге и его сообщникам выдвинули обвинения в нарушении ст. 59 Закона о Силах самообороны за передачу 12 секретных документов, например внутреннего информационного ежемесячника Штаба Сухопутных сил самообороны. Тремя судебными процессами Токийским окружным судом с участием бунго Миянаге дали год принудительных работ, двум другим приговор вынесли в августе. Что до военной информации, касающейся ВС США, на процессе её утечка не была предана публичной огласке.

## Последствия
Министр обороны Японии Кубота Эндзи, глава Штаба Сухопутных сил самообороны Нагано Сигэто подали в отставку, взяв на себя ответственность, кандидатами на пост нового главы Штаба стали Судзуки Тосимити (позже им ставший) и Ияма Сигэру.
Фракции ЛДПЯ Мукуя и Сэйва использовали его в политической борьбе друг с другом. Кубота Эндзи, советуясь с Премьер-министром Такэо Фукуда, получил совет не подавать в отставку из-за этого мелкого инцидента, но по настоятельному совету Сина Канэмару подал. Есть мнение, что заместитель премьер-министра Готода Масахару воспользовался этим для получения бюрократического контроля над ведомством.
Масаёси Ито призвал принять строгие меры в связи с инцидентом.
По некоторым версиям японцев, в отместку за это ГРУ подстроила т.н. «Тбилисский инцидент с отравленной водкой» (яп. トビリシ毒ウォッカ事件). Через 2 месяца после инцидента, обедая в ресторане в Тбилиси, едва не отравился насмерть водкой японский военный атташе, хотя ему была оказана первоклассная медицинская помощь. Ивао Урума был назначен на расследование инцидента как полицейский атташе и инспектирование места инцидента. Хотя достоверно установить истину не удалось, многие верят в версию мести ГРУ, т.к. атташе отравился водкой, которую ему предложил незнакомец, хотя в Грузии так не принято.
В 1985 был разработан законопроект о предотвращении актов шпионажа в отношении гостайны, но парламентское голосование он не прошёл.
Об инциденте писали многие японские СМИ (Киодо Цусин и др.)